# Димитър Палчев
Димитър (Мито) Янакиев Палчев с псевдоним Азаата е български революционер, лекар, общественик, деец на Костурското братство, член на Националния комитет на Съюза на македонските емигрантски организации в България.

## Биография
Димитър Палчев е роден в 1886 година в голямото българско костурско село Косинец, в Османската империя. Брат е на революционера Лазар Палчев. Баща му Янаки Палчев, след убийството на жандармерийския чаушин Зюлфу в кулите при Бей бунар в 1902 година, е арестуван и изтезаван заедно с кмета на Косинец Димитър Кенков. Присъединява се към Вътрешната македоно-одринска революционна организация и взима участие в Илинденско-Преображенското въстание в Костурско. В дневника си Лазар Киселинчев пише, че в тежък за въстаниците момент, когато започва да ги обзема отчаяние, Мито Палчето - Азаата засвирва с кавал мелодии, които ги ободряват. Сред тях е „Шуми Марица“, която се запява от всички въстаници.
При избухването на Балканската война в 1912 година е доброволец в Македоно-одринското опълчение в Пета и Нестроевата рота на Първа дебърска дружина.
Завършва медицина в Одеса.
След войните емигрира в България и взима дейно участие в дейността на организацията на македонската емиграция. Делегат от Костурското благотворително братство е на обединителния конгрес на Македонската федеративна организация и Съюза на македонските емигрантски организации от януари 1923 година. Палчев е избран за член на Националния комитет на Съюза на македонските емигрантски организации след Деветоюнския преврат в 1923 година.
След окупацията на Гърция през Втората световна война в началото на април 1943 година по инициатива на Централния комитет на СМЕО Костурското братство праща делегация в Костурско, в която влизат Спиро Василев, Георги Киселинчев, Тома Бакрачев, Димитър Палчев и Никола Трифонов. При завръщането си запознават костурчани в София с положението в родния им край. Излъчен е Общокостурски граждански комитет, в който влизат Георги Киселинчев - председател, Димитър Палчев - секретар и Тома Бакрачев - касиер. От името на 30-хилядната костурска емиграция в България те отправят писмена молба за аудиенция до цар Борис III, в която делегацията описва тежкото положение на българското население в Костурско и изобщо в Егейска Македония, подложено на терор от въоръжени гръцки формирования и от италианските окупационни власти. В изложението се казва, че ако германските окупационни власти последват примера на италианците би могло да се създаде значителна българска въоръжена сила, която да прогони частите на ЕЛАС. Делегацията моли цар Боорис III, че:
| „ | Ето защо верноподанически и синовно молим Ваше величество да се поставят с всичките права нашето искане, да се присъедини Южна Македония към България, или ако е невъзможно това, сега да се мобилизират българите в Леринско, Воденско, Кайлярско, Ениджевардарско, Берско, Гумендженско и пр., за да се справят сами с андартите. | “ |

Затова делегацията моли да се отпуснат на българската паравоенна организация Охрана 1000 пушки, 20 леки и тежки картечници и муниции, за да се въоръжат всички записали се доброволци и настоява България да окаже и политическа подкрепа на въстаниците.
Накрая делегацията отбелязва в тази връзка, че българите в Егейска Македония могат да дадат:
| „ | 30 000 организирани милиционери българи, които ще накарат андартите да кротуват и ще очистят пътя на българската войска, ако тя слезне надолу. | “ |